# Bergheim (Heidelberg)
Bergheim bildet zusammen mit der Altstadt die Innenstadt von Heidelberg zwischen Kurfürsten-Anlage und Neckarufer.

## Lage
Im Osten grenzt Bergheim an die Altstadt, im Süden an die Weststadt und im Norden an den Neckar. Im Westen liegen Wieblingen-Süd mit Reha-Zentrum (SRH) und der Pfaffengrund. Die Siedlung Ochsenkopf gehört bereits zu Wieblingen.
Bergheim erstreckt sich entlang des Neckarufers. Die zentral gelegene und mit ihren Anfangs- und Endpunkten das Stadtteilgebiet definierende Bergheimer Straße, sie mündet im Westen in die Bundesautobahn 656/Bundesstraße 37 und wird im Osten vom Bismarckplatz begrenzt, ist eine Hauptverkehrsader Heidelbergs.
Im Stadtteil Bergheim befinden sich heute noch Bereiche des sogenannten Alt Klinikums des Klinikums der Universität (inzwischen teilweise zum Wohnquartier Samariterhaus umgewandelt) und der Hauptbahnhof Heidelberg. Der größte Arbeitgeber sind hier die Stadtwerke Heidelberg. Weiter gibt es sehr viele Büroarbeitsplätze anderer Unternehmen. Die Heidelberger Druckmaschinen AG unterhielt lange Zeit ihre Hauptverwaltung in der Kurfürstenanlage sowie ihr großes Forschungs- und Entwicklungszentrum in der Bergheimer Straße.
Die südliche Begrenzung ist die vier- bis sechsspurige Kurfürstenanlage, die am Bismarckplatz an der Grenze zur Altstadt beginnt und bis zum Hauptbahnhof führt.

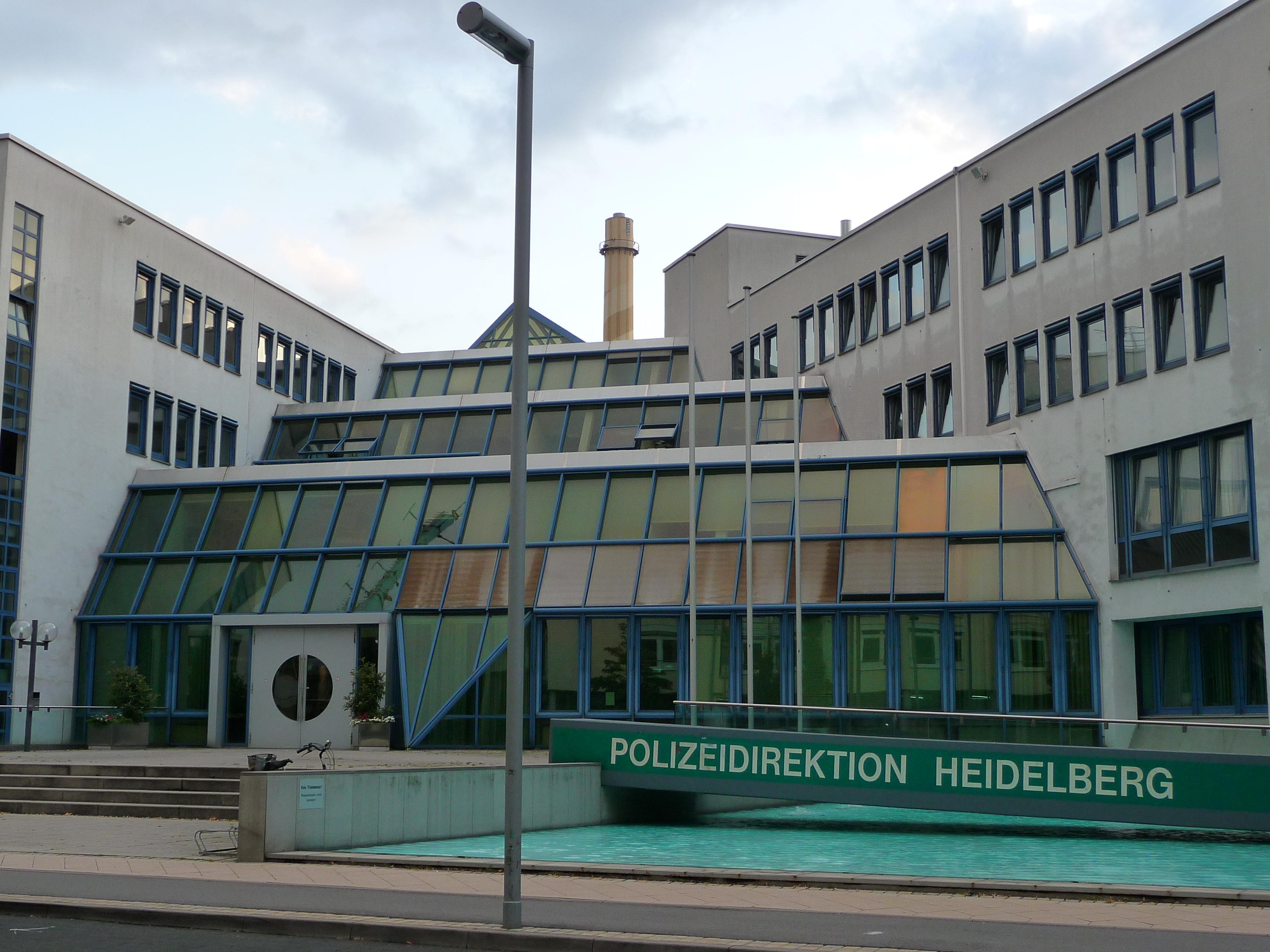
Haupteingang der ehemaligen Polizeidirektion

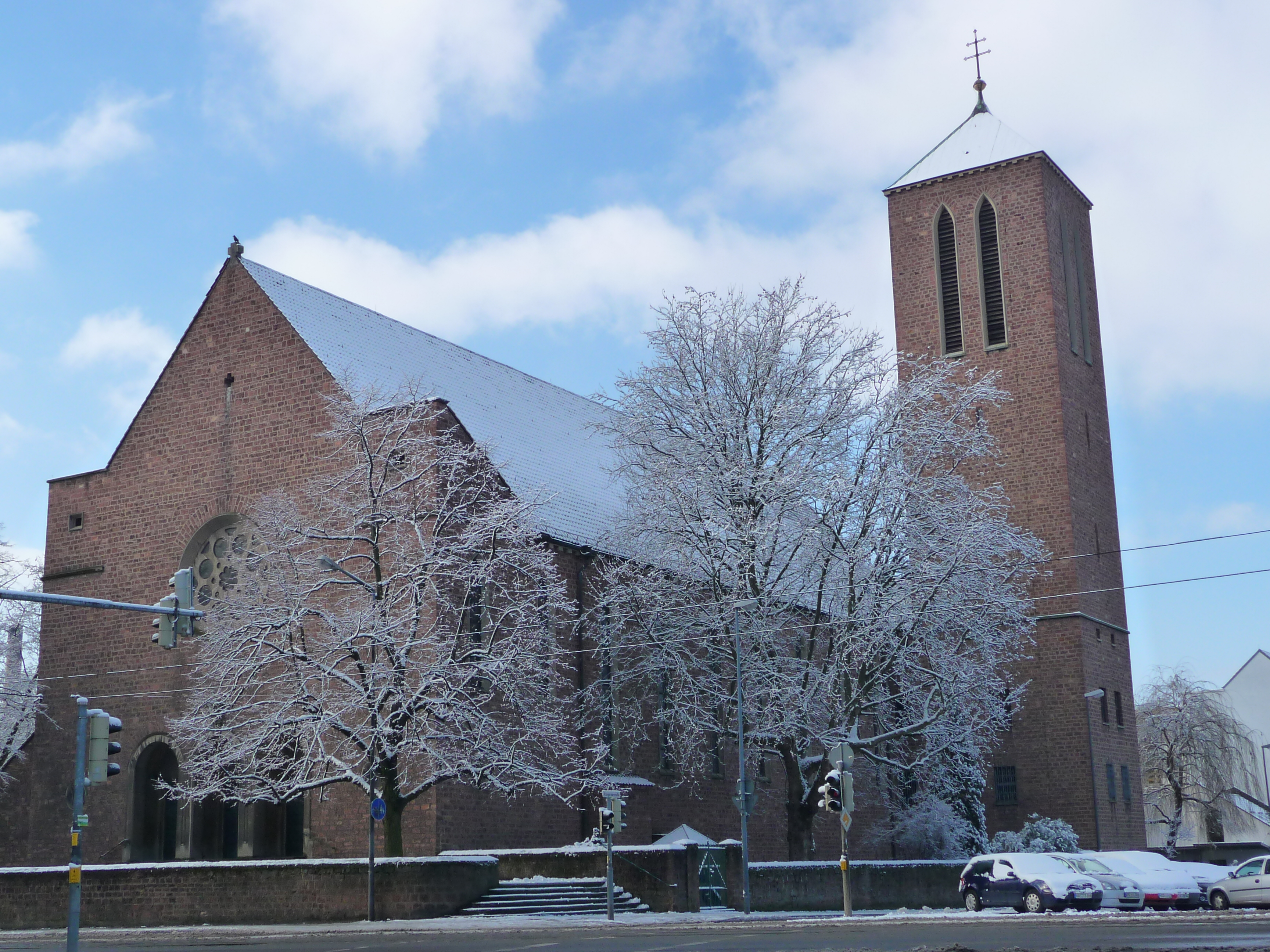
Katholische Kirche St. Albert

## Geschichte
Das ehemalige Dorf Bergeheim ist älter als die Stadt Heidelberg. Erste Spuren menschlicher Besiedlung stammen aus der frühen Steinzeit. Beim Altklinikum westlich der heutigen zentralen Theodor-Heuss-Brücke führte eine römische Brücke über den Neckar. Reste und Dokumentationen hierzu befinden sich im Kurpfälzischen Museum Heidelberg. Erstmals urkundlich erwähnt wird Bergheim 769 im Lorscher Codex. Die Siedlung selbst entstand verschiedenen Keramikfunden zufolge jedoch vermutlich noch im 5./6. Jahrhundert.
Pfalzgraf Ruprecht II. ließ Bergheim 1392 auflösen, da er die wachsende Residenzstadt Heidelberg nach Westen erweitern wollte. Die Dorfbewohner mussten ihre Häuser abbrechen und in die befestigte Stadt umsiedeln. Erst im 18. Jahrhundert weitete sich die Besiedlung wieder in Richtung Westen aus dem Stadtgeviert hinaus. Der neue Heidelberger Stadtteil erhielt den Namen des an derselben Stelle fast vierhundert Jahre zuvor aufgegebenen Dorfes „Bergheim“.
Ein bedeutendes Bauwerk Bergheims ist das von 1889 bis 1903 von Josef Durm im Pavillonstil erbaute Altklinikum, außerdem wurde hier das erste öffentliche Hallenbad Heidelbergs errichtet. 1949 gründete Friedrich Wilhelm Schilling hier die Heidelberger Glockengießerei.
Im ehemals eher industriell geprägten Bergheim dominieren heute sanierte Altbauwohnungen, Einrichtungen der Universität, Restaurants und Cafés. Vor allem der Bereich entlang der Bergheimer Straße hat sich in den letzten Jahren durch spürbare Gentrifizierung zu einem beliebten Szeneviertel der Stadt entwickelt.